# Bahman (distrito)
Bahman (em persa: بخش بهمن‎‎ é um distrito (bakhsh) no condado de Abarkuh, da província de Yazd, no Irã, tendo como sua capital a cidade de Mehrdasht. No censo de 2006, sua população era de 13 001 habitantes, em 3 422 famílias. Tem dois distritos rurais (dehestan): Esfandar e Mehrabad.